# Арслан, Хамит
Хами́т Арсла́н (тур. Hamit Arslan; 1894, Османская империя — XX век) — турецкий футболист, играл на позиции защитника и полузащитника. Участник Олимпийских игр 1924 года.

## Биография
Во время Первой мировой войны служил в османской армии и попал в плен к британцам. После освобождения из плена в звании капитана пехоты участвовал в войне за независимость Турции.
Всю футбольную карьеру играл за «Алтай» из Измира.
В составе сборной Турции принимал участие на олимпийском футбольном турнире 1924 года, но на поле так и не выходил. Дебютировал за сборную Турции 17 июня 1924 года в матче против сборной Финляндии — Турция выиграла матч со счётом 4:2. Всего за сборную Турции сыграл 5 матчей и не отметился забитыми мячами.